# Бергамо (провинция)
Бе́ргамо (итал. Provincia di Bergamo, ломб. Provincia de Bergom) — провинция в Италии, в области Ломбардия. Население провинции — 1 098 740 человек (2010), площадь — 2723 км², состоит из 244 коммун. Столица — город Бергамо.

## География
Граничит с провинцией Сондрио на севере, провинцией Брешиа на востоке, провинцией Кремона на юге и провинциями Милан и Лекко на западе. Северная часть провинции относится к Бергамским Альпам (англ. Bergamo Alps), наивысшей точкой является Пиццо-ди-Кока (итал. Pizzo di Coca), высотой 3052 м. В ней находятся две долины — Валь-Сериана и Валь-Брембана. Южная часть провинции преимущественно равнинная. На северо-западной границе провинции находятся три реки: Серио, Брембо и Адда. На востоке, озеро Изео вместе с рекой Ольо, протекающей через долину Камоника, формируют границу провинции.

## Сельское хозяйство
В низменных районах находится много пастбищ. Выращиваются кукуруза, виноград, пшеница, рис и лён. Повсеместно распространено разведение домашней птицы и свиней с применением современных методов, традиционный выпас овец.

## Промышленность
Экономика провинции Бергамо основана на малом и среднем бизнесе. Основными отраслями тяжёлой промышленности является переработка минерального сырья, особенно железа, бетона и мрамора. В Тревильо находится большой тракторный завод, а в Дальмине — большой завод, производящий трубы. В Альбино работает крупнейший в Италии завод кранов-манипуляторов FASSI. Повсеместно распространено производство металлургической продукции и пошив одежды.
Коммуны Трескоре-Балнерио и Сан-Пеллегрино являются источниками минеральных вод.

## Население
В конце 2006 года в провинции Бергамо проживало около 92 тыс. иммигрантов из стран, находящихся за пределами Европейского союза (менее 10 % от общей численности населения). Около 17 тыс. из них приехали из Боливии, в основном из города Кочабамба, из-за сильной взаимосвязи между епархией Бергамо и архиепархией Кочабамбы Римско-католической церкви. Бо́льшая часть боливийцев проживает в городе Бергамо.